# Impact Wrestling Over Drive
Impact Wrestling Over Drive – gala wrestlingu zorganizowana przez amerykańską federację Impact Wrestling, która była transmitowana na żywo za pomocą platform Impact Plus i YouTube (dla subskrybentów IMPACT Ultimate Insiders). Odbyła się 18 listopada 2022 w Old Forester’s Paristown Hall w Louisville.
Karta walk składała się z dziewięciu pojedynków, w tym dwóch rozegranych przed głównym wydarzeniem. W walce wieczoru Josh Alexander obronił tytuł Impact World przeciwko Frankiemu Kazarianowi, po czym został wyzwany przez Bully’ego Raya na starcie na gali Hard to Kill (13 stycznia 2023). W innych meczach The Death Dollz (Taya Valkyrie i Jessicka) pozostały mistrzyniami drużynowymi kobiet po zwycięstwie nad Tashą Steelz i Savannah Evans, Heath i Rhino utrzymali tytuły drużynowe mężczyzn, wygrywając z The Major Players (Brian Myers i Matt Cardona), a Jordynne Grace, posiadaczka tytułu Impact Knockouts World, pokonała Mashę Slamovich. Ponadto Trey Miguel został mistrzem X Division, będąc lepszym od Black Taurusa w finale turnieju o zawieszony pas mistrzowski.

## Tło
Impact Wrestling ogłosił 18 lipca 2022, że gala Over Drive odbędzie się 18 listopada 2022 w Old Forester’s Paristown Hall w Louisville.

## Rywalizacje
Gala Over Drive oferowała walki wrestlingu z udziałem różnych zawodników na podstawie przygotowanych wcześniej scenariuszy i rywalizacji, które są realizowane podczas cotygodniowych odcinków programu Impact!. Wrestlerzy odgrywają role pozytywnych (face) lub negatywnych bohaterów (heel), którzy rywalizują pomiędzy sobą w seriach walk mających budować napięcie.

### Pojedynek o Impact World Championship
W odcinku Impactu! z 13 października Josh Alexander obronił tytuł mistrzowski Impact World w pojedynku przeciwko Bobby’emu Fishowi. Po zakończeniu walki mistrz X Division, Frankie Kazarian, skorzystał z Opcji C, zrzekł się pasa mistrzowskiego w zamian za starcie z Alexandrem o tytuł światowy Impact Wrestling na Over Drive.

### Turniej o Impact X Division Championship
Gdy Frankie Kazarian zrzekł się tytułu Impact X Division, wiceprezes federacji Scott D’Amore ogłosił 20 października ośmioosobowy turniej o zawieszone mistrzostwo.

### Pojedynek o Impact World Tag Team Championship
W odcinku Impactu! z 20 października Heath i Rhino pokonali The Kingdom (Matt Taven i Mike Bennett), zostając mistrzami drużynowymi. W następnym tygodniu The Motor City Machine Guns (Alex Shelley i Chris Sabin), którzy przegrali tytuły drużynowe z The Kingdom na gali Bound for Glory (7 października), wysunęli prośbę o kolejny pojedynek, tym razem z nowymi mistrzami. The Major Players (Matt Cardona i Brian Myers) również wystąpili z takim samym żądaniem. Tego samego wieczoru Matt Cardona zmierzył się z Alexem Shelleyem w meczu indywidualnym, pokonując go po tym, gdy Brian Myers, w wyniku rozproszenia uwagi sędziego, uderzył przeciwnika w głowę pasem Impact Digital Media. Zwycięstwo zapewniło The Major Players mecz z Heathem i Rhino na Over Drive.

### Pojedynek o Impact Knockouts World Tag Team Championship
Na gali Bound for Glory The Death Dollz (Taya Valkyrie i Jessicka) (w towarzystwie Rosemary) pokonały VXT (Deonna Purrazzo i Chelsea Green), zdobywając tytuły drużynowe kobiet. W odcinku Impactu! z 3 listopada Jessicka odpowiedziała na otwarte wyzwanie walki z Savannah Evans, rzucone przez Tashę Steelz. Zawodniczka przegrała, wobec czego federacja poinformowała, że Steelz i Evans zmierzą się z The Death Dollz o tytuły Impact Knockouts World Tag Team na Over Drive.

### Bully Ray vs. Moose
Bully Ray powrócił do Impact Wrestling podczas gali Bound for Glory, gdzie zwyciężył w pojedynku Call Your Shot Gauntlet, w związku z czym mógł wybrać tytuł mistrzowski, o jaki chciał się zmierzyć. Tego samego wieczoru Josh Alexander obronił tytuł Impact World w starciu z Eddiem Edwardsem, następnie po meczu został zaatakowany przez członków Honor No More. Chwilę później Bully Ray dołączył do zespołu, lecz zachęcany przez nich do wykorzystania swojej szansy i zdobycia tytułu mistrzowskiego, odmówił i zaatakował ich. W odcinku Impactu! z 13 października Ray wyjaśnił Alexandrowi, że pomógł mu, ponieważ chce wykorzystać swoją szansę we właściwy sposób, inaczej niż w przeszłości, kiedy to oszukiwał ludzi. Jednak wielu kwestionowało prawdziwe motywy Bully’ego, w tym Moose, który nazwał go „szumowiną”. 20 października Ace Austin, członek Bullet Clubu, został zaatakowany na parkingu podziemnym przed meczem tag teamowym wraz z Chrisem Beyem przeciwko Rayowi i Tommy’emu Dreamerowi, co doprowadziło do większej podejrzliwości wobec nowo przybyłego zawodnika. W następnym tygodniu były lider Aces & Eights próbował wyjaśnić, że nie był sprawcą i obwiniał Moose’a za napaść. Tego samego dnia Moose interweniował w czasie meczu pomiędzy Dreamerem a Beyem w ten sposób, że odpowiedzialność spadła na Raya. 3 listopada Ray zrewanżował się przeciwnikowi, przyczyniając się do jego porażki w spotkaniu z Acem Austinem. 4 listopada Impact Wrestling ogłosił, że obaj zawodnicy zmierzą się ze sobą na Over Drive. 10 listopada Moose zaatakował oponenta po jego zwycięskiej potyczce z Zickym Dicem, następnie rzucił go na rozłożony w ringu stół. Nieco później Bully zakomunikował, że ich mecz na zbliżającej się gali odbędzie się z użyciem stołów.

### Mickie James vs. Taylor Wilde
Na gali Bound for Glory Taylor Wilde powróciła do Impact Wrestling i uczestniczyła w pojedynku Call Your Shot Gauntlet. W odcinku Impactu! z 20 października Wilde pokonała Mię Yim, po czym została powitana przez Mickie James, która miała zamiar wyzwać ją na pojedynek w ramach swojego zobowiązania, nazwanego Last Rodeo, wedle którego jeśli dozna porażki, zakończy karierę ringową. Plany te pokrzyżowały Chelsea Green, Deonna Purrazzo i Gisele Shaw, atakując obie zawodniczki. Napastniczki musiały salwować się ucieczką po interwencji Jordynne Grace. Tydzień później trzy antagonistki przegrały z rywalkami w Six Woman Tag Team matchu, następnie 10 listopada James zwyciężyła Green w indywidualnym spotkaniu. Tego samego dnia Impact Wrestling potwierdził, że James zmierzy się z Wilde na Over Drive.

### Pojedynek o Impact Knockouts World Championship
Na gali Bound for Glory Jordynne Grace pokonała Mashę Slamovich, zachowując tytuł Impact Knockouts World i kończąc zwycięską passę rywalki. W odcinku Impactu! z 10 listopada Slamovich, po miesięcznej nieobecności w programie, zaatakowała mistrzynię krzesłem po jej zwycięskiej obronie tytułu mistrzowskiego przeciwko Gisele Shaw. 14 listopada Impact Wrestling ujawnił, że zawodniczki ponownie spotkają się w pojedynku o pas kobiet, który zostanie rozegrany na zasadach Last Knockout Standing.

## Karta walk
Zestawienie zostało oparte na źródle:
| Nr                                                                   | Wyniki                                                                                                 | Stypulacje                                                                               | Czas  |
| -------------------------------------------------------------------- | --- | ---------------------------------------------------------------------------------------- | ----- |
| 1P                                                                   | Rich Swann pokonał Bhupindera Gujjara, Jasona Hotcha, Kenny’ego Kinga, Mike’a Baileya i Yuyego Uemurę  | Six-Way match                                                                            | 8:06  |
| 2P                                                                   | The Motor City Machine Guns (Alex Shelley i Chris Sabin) pokonali Bullet Club (Ace Austin i Chris Bey) | Tag Team match o miano pretendentów do Impact World Tag Team Championship                | 13:24 |
| 3                                                                    | Bully Ray pokonał Moose’a                                                                              | Tables match                                                                             | 10:01 |
| 4                                                                    | The Death Dollz (Taya Valkyrie i Jessicka) (c) (z Rosemary) pokonały Tashę Steelz i Savannah Evans     | Tag Team match o Impact Knockouts World Tag Team Championship                            | 7:34  |
| 5                                                                    | Mickie James pokonała Taylor Wilde                                                                     | Career Threatening match Jeżeli James przegra, będzie musiała zakończyć karierę ringową. | 12:29 |
| 6                                                                    | Heath i Rhino (c) pokonali The Major Players (Brian Myers i Matt Cardona)                              | Tag Team match o Impact World Tag Team Championship                                      | 11:27 |
| 7                                                                    | Trey Miguel pokonał Black Taurusa                                                                      | Finał turnieju o zwakowany Impact X Division Championship                                | 15:51 |
| 8                                                                    | Jordynne Grace (c) pokonała Mashę Slamovich                                                            | Last Knockout Standing match o Impact Knockouts World Championship                       | 21:23 |
| 9                                                                    | Josh Alexander (c) pokonał Frankiego Kazariana                                                         | Singles match o Impact World Championship Wykorzystanie Opcji C przez Kazariana.         | 32:51 |
| (c) – mistrz/mistrzyni przed walkąP – walka miała miejsce w pre-show | |                                                                                          |       |

### Turniej o Impact X Division Championship
|  | Ćwierćfinały Impact! Before the Impact 21 października 2022 (Wyemitowano 27 października i 3 listopada 2022) | Ćwierćfinały Impact! Before the Impact 21 października 2022 (Wyemitowano 27 października i 3 listopada 2022) | Ćwierćfinały Impact! Before the Impact 21 października 2022 (Wyemitowano 27 października i 3 listopada 2022) |             |              | Półfinały Impact! 22 października 2022 (Wyemitowano 10 i 17 listopada 2022) | Półfinały Impact! 22 października 2022 (Wyemitowano 10 i 17 listopada 2022) | Półfinały Impact! 22 października 2022 (Wyemitowano 10 i 17 listopada 2022) |  |  | Finał Over Drive (18 listopada 2022) | Finał Over Drive (18 listopada 2022) | Finał Over Drive (18 listopada 2022) |  |
|  | | | |             |              |                                                                             |                                                                             |                                                                             |  |  |                                      |                                      |                                      |  |
|  | Black Taurus                                                                                                 | Black Taurus                                                                                                 | Pin |             |              |                                                                             |                                                                             |                                                                             |  |  |                                      |                                      |                                      |  |
|  | Black Taurus                                                                                                 | Black Taurus                                                                                                 | Pin |             |              |                                                                             |                                                                             |                                                                             |  |  |                                      |                                      |                                      |  |
|  | Laredo Kid                                                                                                   | Laredo Kid                                                                                                   | 8:05 |             |              |                                                                             |                                                                             |                                                                             |  |  |                                      |                                      |                                      |  |
|  | Laredo Kid                                                                                                   | Laredo Kid                                                                                                   | 8:05 |             | Black Taurus | Black Taurus                                                                | Pin                                                                         |                                                                             |  |  |                                      |                                      |                                      |  |
|  | | | |             | Black Taurus | Black Taurus                                                                | Pin                                                                         |                                                                             |  |  |                                      |                                      |                                      |  |
|  | | | PJ Black | PJ Black    | 6:19         |                                                                             |                                                                             |                                                                             |  |  |                                      |                                      |                                      |  |
|  | Yuya Uemura                                                                                                  | Yuya Uemura                                                                                                  | PJ Black | PJ Black    | 6:19         | 8:33                                                                        |                                                                             |                                                                             |  |  |                                      |                                      |                                      |  |
|  | Yuya Uemura                                                                                                  | Yuya Uemura                                                                                                  | |             |              |                                                                             |                                                                             |                                                                             |  |  |                                      |                                      |                                      |  |
|  | PJ Black | PJ Black | Pin |             |              |                                                                             |                                                                             |                                                                             |  |  |                                      |                                      |                                      |  |
|  | PJ Black | PJ Black | Pin |             | Black Taurus | Black Taurus                                                                | 15:51                                                                       |                                                                             |  |  |                                      |                                      |                                      |  |
|  | | | |             |              |                                                                             |                                                                             |                                                                             |  |  |                                      |                                      |                                      |  |
|  | | | Trey Miguel                                                                                                  | Trey Miguel | Pin          |                                                                             |                                                                             |                                                                             |  |  |                                      |                                      |                                      |  |
|  | Alan Angels                                                                                                  | Alan Angels                                                                                                  | Trey Miguel                                                                                                  | Trey Miguel | Pin          | 8:17                                                                        |                                                                             |                                                                             |  |  |                                      |                                      |                                      |  |
|  | Alan Angels                                                                                                  | Alan Angels                                                                                                  | |             |              |                                                                             |                                                                             |                                                                             |  |  |                                      |                                      |                                      |  |
|  | Trey Miguel                                                                                                  | Trey Miguel                                                                                                  | Pin |             |              |                                                                             |                                                                             |                                                                             |  |  |                                      |                                      |                                      |  |
|  | Trey Miguel                                                                                                  | Trey Miguel                                                                                                  | Pin |             | Trey Miguel  | Trey Miguel                                                                 | DQ                                                                          |                                                                             |  |  |                                      |                                      |                                      |  |
|  | | | |             | Trey Miguel  | Trey Miguel                                                                 | DQ                                                                          |                                                                             |  |  |                                      |                                      |                                      |  |
|  | | | Mike Bailey                                                                                                  | Mike Bailey | 7:02         |                                                                             |                                                                             |                                                                             |  |  |                                      |                                      |                                      |  |
|  | Kenny King                                                                                                   | Kenny King                                                                                                   | Mike Bailey                                                                                                  | Mike Bailey | 7:02         | 8:44                                                                        |                                                                             |                                                                             |  |  |                                      |                                      |                                      |  |
|  | Kenny King                                                                                                   | Kenny King                                                                                                   | |             |              |                                                                             |                                                                             |                                                                             |  |  |                                      |                                      |                                      |  |
|  | Mike Bailey                                                                                                  | Mike Bailey                                                                                                  | Pin |             |              |                                                                             |                                                                             |                                                                             |  |  |                                      |                                      |                                      |  |